# 特性X線

高エネルギーで内殻電子が励起される（左）と、その緩和過程で準位間に相当するエネルギーを持った特性X線が発生する（右）。

60 kVにおいてロジウムターゲットから放出されるX線。連続的なスペクトルは制動放射による連続X線（白色X線、制動X線）、スパイク状のピーク線はロジウム原子の特性X線（K線）である。

特性X線（とくせいエックスせん、英語: characteristic X-ray）とは、ある原子の電子軌道や原子核において、高い電子準位から低い電子準位に遷移する過程で放射されるX線である。単一エネルギー、線スペクトルが特徴。
機器分析で使用される単一波長のX線はふつう特性X線を利用しており、発生源となる元素（ターゲット）と電子殻によって表記する。X線光電子分光ではMgKα線 (1253.6 eV) やAlKα線 (1486.6 eV)、X線回折ではCuKα線 (8.048 keV) やMoKα線 (17.5 keV) などを用いる。
内殻電子の励起源としてX線を用いたときに発生する特性X線は、蛍光X線（XRF）と呼ばれる。その他にも励起源に電子を用いて元素分析をする電子線マイクロアナライザ(EPMA)や、陽子やイオンを用いて元素分析をする粒子線励起X線分析(PIXE)がある。